# La Chapelle-Montabourlet
La Chapelle-Montabourlet település Franciaországban, Dordogne megyében. Lakosainak száma 57 fő (2022. január 1.). La Chapelle-Montabourlet Gout-Rossignol, La Tour-Blanche-Cercles, Mareuil en Périgord és Vieux-Mareuil községekkel határos.

## Népesség
A település népességének változása:
| Lakosok száma | 97   | 79   | 85   | 70   | 70   | 68   | 62   | 61   | 60   | 57   |
|               | 1968 | 1982 | 1990 | 2006 | 2013 | 2015 | 2017 | 2019 | 2020 | 2022 |